# Parestesia
Parestesias são sensações cutâneas subjetivas (ex., frio, calor, formigamento, agulhadas, adormecimento, pressão etc.) que são vivenciadas espontaneamente na ausência de estimulação. Podem ocorrer caso algum nervo sensorial seja afetado, seja por contato ou pelo rompimento das terminações nervosas.
Frio pode ocorrer devido à queda brusca da pressão arterial como ocorre após a ingestão de uma dose elevada de quetiapina, trata-se de uma sensação subjetiva. A mesma dose em si pode em uma ocasião gerar a queda da pressão e em outra circunstância pode não produzir o mesmo efeito.
Tem que se levar em consideração por exemplo no paciente masculino o desgaste produzido após o sexo . A continência por determinados períodos mesmo que de apenas alguns dias produz um efeito inversamente proporcional nessa situação, ou seja, a dose de 150 mg de quetiapina em um homem de 80 kg pode causar hipotensão acompanhada de frio se o mesmo teve relações à tarde e a faz à noite do mesmo dia, no entanto após um período de continência a dose para produzir o mesmo efeito seria mais elevada, a descrição baseia-se num homem de 40 anos.
Formigamento pode ocorrer durante a recuperação após o efeito de anestésicos. Pode acontecer por obstrução momentânea da passagem de sangue a alguma região do corpo. Assim que a irrigação sanguínea é restabelecida, o corpo reage com a sensação de estímulo cutâneo. Pode também ocorrer devido à pressão sobre um nervo, tal como nos casos de hérnia de disco e também devido à ocorrência de herpes zoster em pacientes com manifestação clínica. Pode acontecer também devido à imobilidade prolongada de membros.
O diagnóstico da parestesia crônica é a determinação da condição causando as sensações de formigamento ou outras. Histórico médico da pessoa, exame físico e testes laboratoriais são essenciais para o diagnóstico. O tratamento apropriado para a parestesia depende do diagnóstico preciso da sua causa. O prognóstico do tratamento para parestesia depende da severidade das sensações e condições médicas associadas a elas.